# Бардач, Джорджина
Джорджи́на Барда́ч Мартин (исп. Georgina Bardach Martin; род. 18 августа 1983, Кордова) — аргентинская пловчиха, бронзовая медалистка летних Олимпийских игр 2004 года на 400-метровке комплексным плаванием. Чемпионка Панамериканских игр 2007 года.

## Биография
Уже в возрасте 17 лет Джорджина Бардач дебютировала в составе сборной Аргентины на летних Олимпийских играх 2000 года в Сиднее. Джорджина выступила только на дистанции 400 метров комплексным плаванием и заняла там 21-е место. В 2002 году Бардач на чемпионате мира на короткой воде в Москве завоевала бронзу на 400-метровке комплексным плаванием. На этой же дистанции аргентинская спортсменка спустя год смогла стать чемпионкой Панамериканских игр.
На летних Олимпийских играх 2004 года Бардач уже в первый день плавательного турнира, на своей коронной 400-метровке комплексным плаванием, довольно неожиданно смогла занять третье место и завоевать бронзовую медаль Олимпийских игр. На дистанции вдвое короче аргентинская спортсменка не смогла выйти в финал, показав тринадцатое время в полуфинальных заплывах. В 2007 году Бардач завоевала свою очередную медаль на Панамериканских играх, выиграв бронзовую медаль на 400-метровке комплексом.
Летние Олимпийские игры 2008 года в Пекине сложились для аргентинской пловчихи крайне неудачно. На 200-метровке комплексным плаванием Бардач заняла 37-е место, а на 400-метровке показала лишь 36-й результат.